# Militärhistorisches Museum der Bundeswehr
Il Militärhistorisches Museum der Bundeswehr (in italiano Museo di storia militare della Bundeswehr), abbreviato con l'acronimo di MHMBw, è un museo militare dedicato alle forze armate tedesche la (Bundeswehr) e uno dei principali musei di storia militare della Germania. Si trova in un ex arsenale militare nel distretto dell'Albertstadt, nella città di Dresda. Il museo si concentra sugli aspetti umani della guerra, mostrando anche l'evoluzione tecnologica militare tedesca. L'edificio museale è stato riaperto il 14 ottobre 2011 dopo un'importante ristrutturazione progettata dall'architetto Daniel Libeskind.